# Barra da Estiva (kommun)
Barra da Estiva är en kommun i Brasilien.   Den ligger i delstaten Bahia, i den östra delen av landet, 800 km öster om huvudstaden Brasília. Antalet invånare är 21 190.
Följande samhällen finns i Barra da Estiva:
- Barra da Estiva

Omgivningarna runt Barra da Estiva är huvudsakligen savann. Runt Barra da Estiva är det mycket glesbefolkat, med 4 invånare per kvadratkilometer.